# Afrolongichneumon madagascariensis
Afrolongichneumon madagascariensis là một loài tò vò trong họ Ichneumonidae.